# Kogoluktuk
La rivière Kogoluktuk est un cours d'eau d'Alaska, aux États-Unis situé dans le borough de Northwest Arctic. C'est un affluent de la rivière Kobuk.

## Description
Longue de 45 milles (72 km), elle prend sa source au col Shishakshinovik et coule en direction du  sud-ouest pour rejoindre la rivière Kobuk à 10 milles (16 km) de Shungnak.
Son nom eskimo, Ko-go-luk-tuk, a été référencé en 1885 par le lieutenant Stoney de l'U.S.Navy.

## Sources
- (en) « Kogoluktuk », Geographic Names Information System